# Формула 1 — сезона 1998
49. сезона Формуле 1 је одржана 1998. године од 8. марта до 1. новембра. Вожено је 16 трка. Сезона је почела са много промена правила, укључујући укидање слик (равних) гума, те сужавање предњих точкова у циљу смањења силе приањања. Било је видно да се Макларен најбоље снашао јер су Мика Хакинен и Дејвид Култард освојили прво и друго место на прве две трке. Хакинен је овојио возачки наслов првака, а Макларен конструкторски.